# Кшепиці (гміна)
Гміна Кшепіце (пол. Gmina Krzepice) — місько-сільська гміна у південній Польщі. Належить до Клобуцького повіту Сілезького воєводства.
Станом на 31 грудня 2011 у гміні проживало 9386 осіб.

## Територія
Згідно з даними за 2007 рік площа гміни становила 78.81 км², у тому числі:
- орні землі: 82.00%
- ліси: 9.00%

Таким чином, площа гміни становить 8.86% площі повіту.

## Населення
Станом на 31 грудня 2011:
| Опис     | Загалом | Загалом | Чоловіки | Чоловіки | Жінки | Жінки |
| -------- | ------- | ------- | -------- | -------- | ----- | ----- |
| одиниця  | осіб    | %       | осіб     | %        | осіб  | %     |
| все      | 9386    | 100     | 4647     | 49.51    | 4739  | 50.49 |
| міське   | 4516    | 100     | 2218     | 49.11    | 2298  | 50.89 |
| сільське | 4870    | 100     | 2429     | 49.88    | 2441  | 50.12 |

## Сусідні гміни
Гміна Кшепіце межує з такими гмінами: Ліпе, Опатув, Панкі, Пшистайнь, Радлув, Рудники.